# 1-3-1

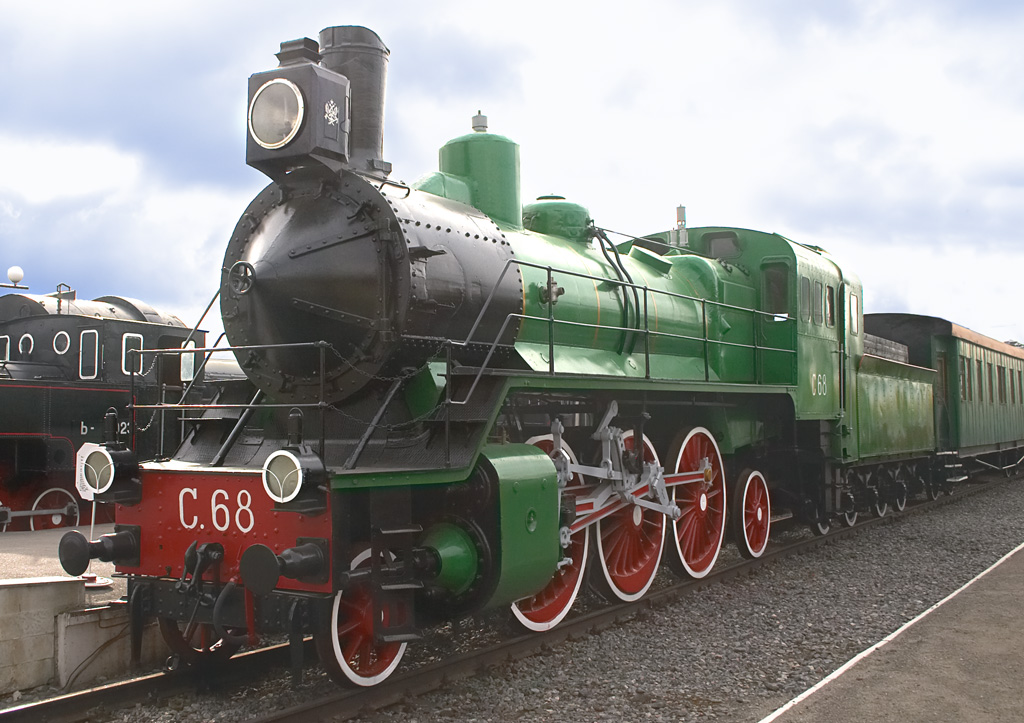
Паровоз серії С тип 1-3-1

Тип 1-3-1 — паровоз з однією бігунковою віссю, трьома рушійними осями в одній жорсткій рамі і однією підтримуючою віссю.
Інші варіанти запису:
- Американський — 2-6-2 («Прері»)
- Французький — 131
- Німецький — 1C1

## Види паровозів 1-3-1
Російські паровози серій С і Су, а також деякі танк-паровози.